# Hystrix refossa
Hystrix refossa — викопний вид великого їжатця, який був широко розповсюджений у Євразії в плейстоцені.

## Таксономія
Hystrix refossa вперше був описаний палеонтологом Полом Жерве в 1852 році. Протягом багатьох років були описані інші великі види Hystrix, у тому числі H. angressi з Ізраїлю та H. gigantea з Яви. Зараз ці форми вважаються синонімами H. refossa.

## Опис
Hystrix refossa був більшим за сучасних їжатців. Він був приблизно на 20 % більшим за свого найближчого родича, H. indica, досягаючи довжини понад 115 см. Він також відрізняється від індійського висотою та вузькою потиличною частиною, конвергентним розташуванням рядів щічних і зубів верхньої щелепи, нижньою щелепою та малюнком щічних зубів.

## Палеоекологія
Найдавніші залишки H. refossa датуються початком віллафранського періоду і були знайдені на місці Мілеа, Гревена на півночі Греції. Імовірно, він мешкав на вкритих рослинністю берегах річок у мозаїці відкритої та лісистої місцевості в теплих і вологих умовах.